# Wilhelm Heyer
Wilhelm Heyer (ur. 30 marca 1849 w Kolonii, zm. 20 marca 1913 tamże) – niemiecki przedsiębiorca, działacz i mecenas muzyczny oraz kolekcjoner.
W 1885 założył papiernię „Poensgen & Heyer”. Był członkiem Musikalische Gesellschaft. Zasiadał również w radzie kolońskiego konserwatorium. W 1906 założył w Kolonii Musikhistorisches Museum, przekształcone później w instytut naukowy. Muzeum zostało udostępnione dla publiczności w 1913. W 1926 spadkobiercy Heyera zamknęli placówkę, a jej zbiory zostały sprzedane przez dom aukcyjny. Zbiór instrumentów zakupiony został przez Uniwersytet w Lipsku, gdzie uległ on zniszczeniu podczas II wojny światowej.